# Ełk (Fluss)
Der Ełk (früher Łek), deutsch Leck oder Lyck, ist ein 114 km langer rechter Nebenfluss der Biebrza im Nordosten von Polen. Er fließt durch das Masurische Seenland und ist der viertgrößte Nebenfluss der Biebrza.

## Name
Der Fluss wurde im Zeitraum 1314–1335 als Lika erstmals schriftlich erwähnt. Die Deutung des Namens ist unsicher. Er könnte mit dem indogermanischen Verbstamm *leik- für 'biegen' in Zusammenhang stehen.

## Geografie
Mit seinem Einzugsgebiet von 1.524,5 km² auf genau 113,6 km Länge erstreckt er sich mit genau 86,0 km durchs Ermland und Masuren.
Sein Einzugsgebiet erstreckt sich von den Seesker Höhen (polnisch Wzgórza Szeskie) über das Lycker Seengebiet (polnisch Pojezierze Ełckie) in der Masurischen Seenplatte bis ins Biebrza-Becken (polnisch Kotlina Biebrzańska) in der Nordpodlachischen Tiefebene (polnisch Nizina Północnopodlaska).

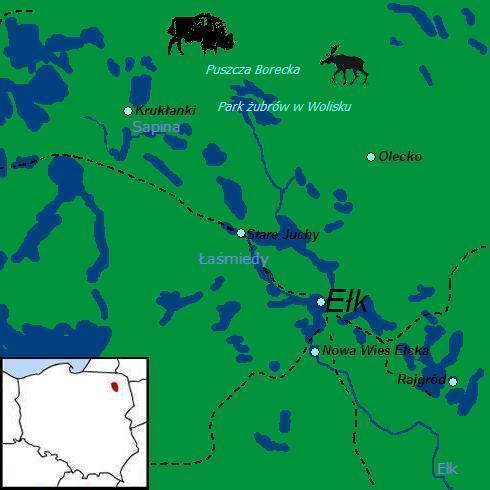
Oberlauf des Leck in einer Kartendarstellung

Die Quelle des Ełk entspringt auf der dritthöchsten Erhebung Nordpolens, dem Seesker Berg (polnisch Góra Szeska), nahe der Stadt Goldap (polnisch Gołdap). Meridional fließt er durch den Haschner See (polnisch Łaźno), den Laschmiedensee (polnisch Łaśmiady), den Jezioro Straduńskie und den Lycker See (polnisch Jezioro Ełckie) im Osten der Woiwodschaft Ermland-Masuren dem Powiat Gołdapski und dem Powiat Olecki mit den Gemeinden Gołdap, Kowale Oleckie, Świętajno, Powiat Ełcki mit Stare Juchy, Ełk und Prostki; sowie im Lycker Seengebiet im Powiat Grajewski und Powiat Moniecki in der Woiwodschaft Podlachien.
Zu erwähnende größere zum Teil ehemalige deutsche Städte entlang des Flusslaufes sind zum Beispiel: Lyck (polnisch Ełk), Stradaunen (polnisch Straduny), Neuendorf (polnisch Nowa Wieś Ełcka), Prostken (polnisch Prostki) und Grajewo (polnisch Grajewo).
Sein Verlauf zur Mündung in den Laschmiedensee wird als Czarna Struga (deutsch Schwarze Struga) und Łaźna Struga bezeichnet. Danach fließt er zum Lycker See in südlicher Richtung. Nahe dem zur Gemeinde Goniądz gehörigen Dorf Osowiec, von wo er bereits seit dem 19. Jahrhundert durch Umgehung seines natürlichen Flussbettes der Biebrza-Sümpfe in einer künstlichen Flussbettung dem sogenannten Kanał Rudzki der Biebrza zugeführt wird. Die Mündung des natürlichen Ełkflussbetts nutzt heute die Lega, ein 157 km langer Fluss aus dem nördlichen Schwarzen See (polnisch Jezioro Czarne) bei Szarejki.

### Linke Nebenflüsse
Zu den linken Ufern münden die Flüsse: Mazurka, Połomska Młynówka, Karmelówka, Lega sowie der Kanał Kuwasy in den Ełk.

### Rechte Nebenflüsse
Zu den rechten Ufern münden die Flüsse: Gawlik, Różanica und Binduga in den Ełk.

### Landschaft
Das Einzugsgebiet des Ełk besticht durch eine bemerkenswerte Landschaftsstruktur, geprägt von Geschiebemergelablagerungen der Baltischen Eiszeit. In einer Zeichnung von zahlreichen Wald und Ackerland bedeckten Reliefs eines sehr abwechslungsreichen Hügellandes mit vielen Senken ohne Abfluss sowie Fragmenten von Sand und Kies.